# Mart Stam

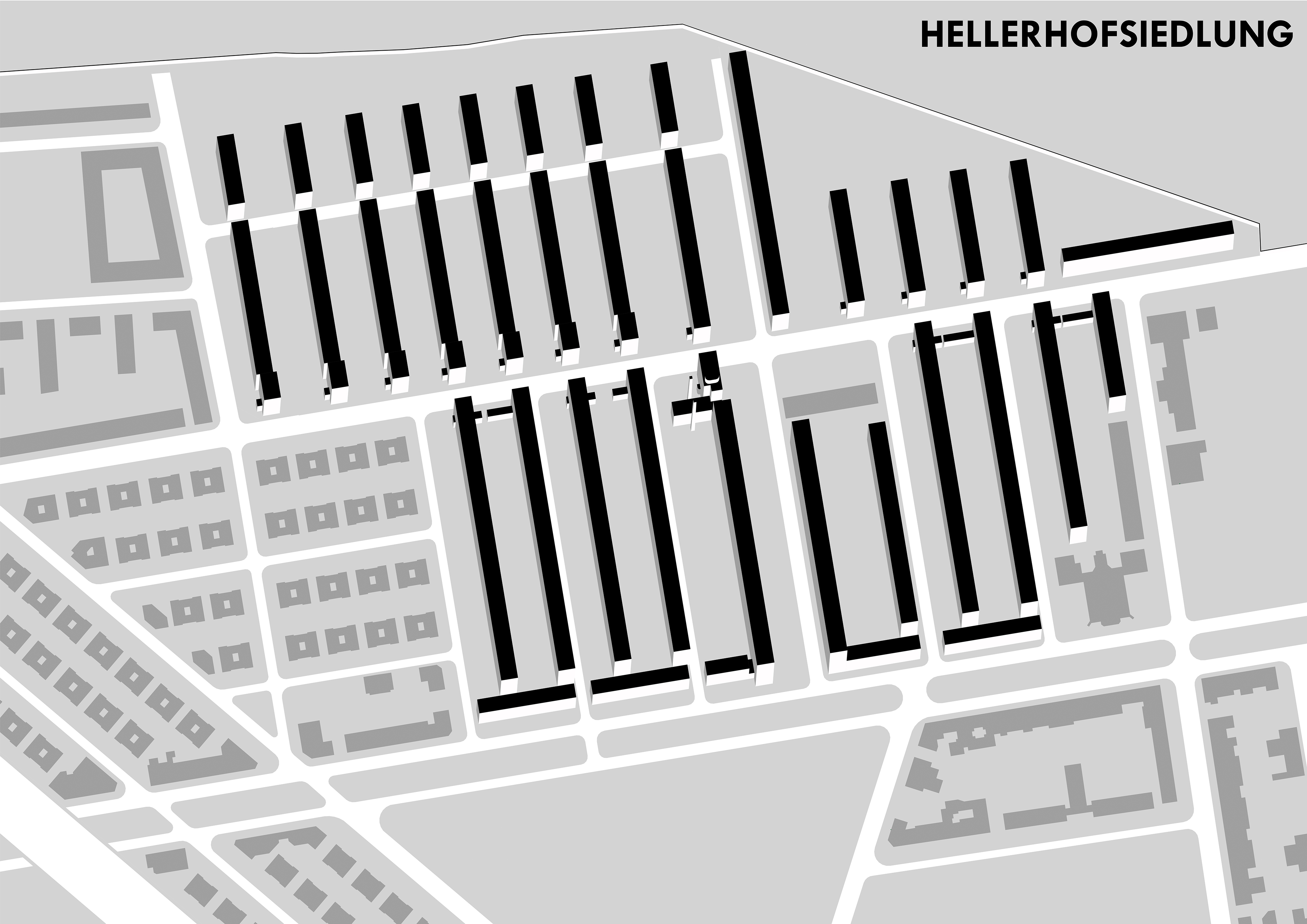
Hellerhofsiedlung 1931

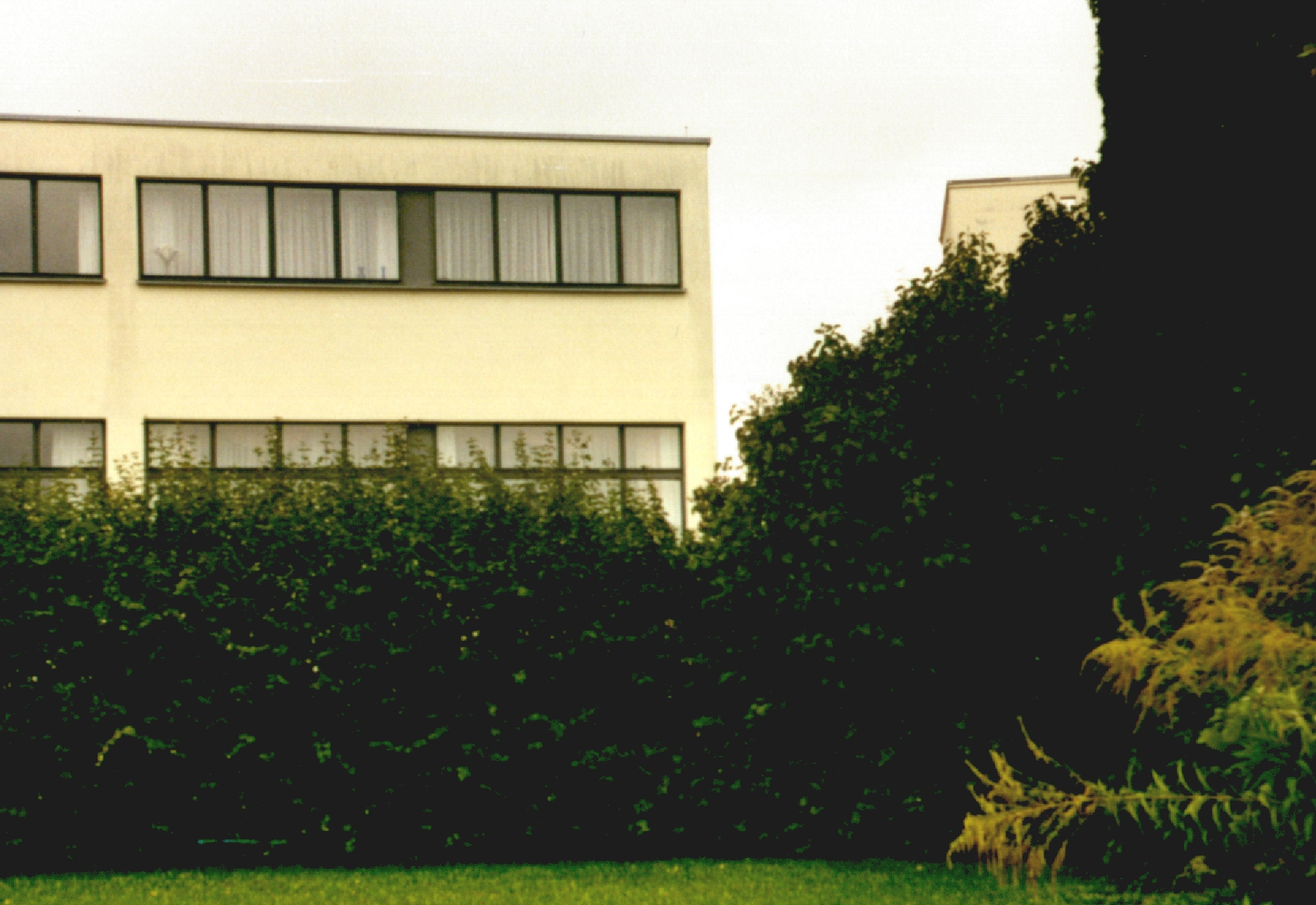
Residència creada per Stam l'any 1927.

Martinus Adrianus Stam, conegut com a Mart Stam, (5 d'agost de 1899, Purmerend - 21 de febrer de 1986, Zúric) va ser un arquitecte, urbanista i dissenyador neerlandès.

## Biografia
Stam estava molt ben relacionat i la seva carrera coincideix amb moments importants de l'arquitectura europea del segle xx. Col·labora entre d'altres amb: Van der Mey, Hans Poelzig, Bruno Taut, W. Moser i A. Itten. Edita la revista ABC a Zuric, des de 1924 a 1928, amb Hans Schmidt, Hannes Meyer, el Lissitsky i Roth. Presideix el grup Opbouw a Rotterdam entre 1926 i 1927. El 1928 participa en els CIAM com a membre fundador.
Ensenya planejament urbà entre 1928 i 1929 en la Bauhaus dirigida per Meyer. Entre 1930 i 1934, com molts altres arquitectes del grup ABC, es va a l'URSS on treballa en desenvolupaments urbanístics amb Ernst May. Després torna a Amsterdam on s'associa amb Lotte Beese, amb qui es casa el 1934. Edita la revista "Open Oog" el 1946 amb Gerrit Rietveld i altres. Entre 1948 i 1950 exerceix com a director de l'Acadèmia de Belles Arts de Dresden. El 1966 tanca el seu estudi a Amsterdam i marxà cap a Suïssa.